# Vztrajnik
Vztrájnik je del stroja, največkrat v obliki okrogle plošče ali kolesa, ki je namenjen blaženju sunkov krožnega gibanja ali shranjevanju energije. 
Vztrajnik je del stroja, poenostavljena okrogla plošča, ki je pritrjena na vrtečo se gred in služi blaženju neenakomernega krožnega gibanja in shranjevanju kinetične energije. Količina shranjene energije je odvisna od mase vztrajnika in radija na katerem se večina mase nahaja.(bat na črpalka). mora imeti veliko maso, zlasti na obodu, shrani pa lahko tem več energije, čim hitreje se vrti. Pogost primer uporabe vztrajnika je pri batnih motorjih, pri katerih se v motorju le del časa proizvaja mehanska energija (»delovni takt«), preostali čas pa je za delovanje potrebno motorju dovajati shranjeno rotacijsko kinetično energijo vztrajnika za sesanje in stiskanje delovne snovi (zraka ali zraka, pomešanega z gorivom). Podobno je pri batni črpalki včasih potreben vztrajnik, da črpalka ne povzroča preveč neenakomeren odpor motorju, ki jo poganja. V nekaterih primerih zadošča, da strojni del, ki ima drug namen (na primer: jermenica, sklopka, zobnik), izvedemo bolj masivno kot bi bilo sicer potrebno.
Vztrajnik med polnjenjem z energijo, ko se mu poveča vrtilna hitrost, shrani dovedeno energijo kot vrtilno kinetično energijo. Shranjena energija se lahko nato izrabi postopno. Na tej osnovi delujejo nekatere igrače, na primer avtomobilčki na vztrajnik. Tak način delovanja vozil je bil preiskušen tudi za pogon avtobusa (žirobus), a se ni obnesel. Obratno je vztrajnik lahko namenjen kratkotrajnemu pogonu naprave, ki zahteva tako veliko moč, da je ni mogoče črpati iz elektroenergetskega omrežja.
Zmogljivost vztrajnika merimo s količino shranjene energije, kakovost izvedbe pa z gostoto shranjene energije na kilogram teže. Visoko zmogljive vztrajnike izdelujejo za posebne namene, z nadaljnjim razvojem pa želijo doseči tudi bolj množično uporabo, na primer v električnih vozilih. Gostota shranjene energije se že približuje gostoti pri električnih akumulatorjih. Kolo vrhunskega vztrajnika za shranjevanje energije je iz navitih jeklenih ali kevlarskih vlaken, vrti pa se s hitrostjo 20.000 do 40.000 vrtljajev na minuto, v vakuumu. Ležaji so elektrodinamski.
Prednost vztrajnikov je, da je izkoristek delovnega kroga (shranjevanje-izraba energije) višji kot pri akumulatorjih in se načeloma lahko približa popolni izrabi (100 %). Ostajajo pa še konstrukcijske in izdelovalne pomankljivosti ter problemi vključitve v celotni postroj (na primer vozilo). Med drugim lahko v vozilih moti tudi žiroskopski učinek, zagotovljena pa mora biti tudi varnost. Pobegla vrtavka - kolo vztrajnika - ima lahko rušilno moč. 
Kinetična energija E vrtečega se telesa (vztrajnika) je:
{\displaystyle E={\frac {1}{2}}I\omega ^{2}}
kjer je {\displaystyle I} vztrajnostni moment telesa okoli vrtilne osi in {\displaystyle \omega } kotna hitrost v radianih. Zgornja veličinska enačba dâ na primer energijo v joulih (J), če vnesemo vztrajnostni moment v kg.m2 in kotno hitrost v radianih na sekundo.
Energijo shranjujemo v vztrajnik tako, da povečujemo vrtilno hitrost; črpamo pa shranjeno energijo z zaviranjem vrtenja.